# Cratere Wrottesley
Wrottesley è un cratere lunare di 58,38 km situato nella parte sud-orientale della faccia visibile della Luna.